# Vinemina
Vinemina is een geslacht van vlinders van de familie spanners (Geometridae), uit de onderfamilie Ennominae.

## Soorten
- V. bianquita Schaus, 1901
- V. catalina McDunnough, 1945
- V. muraenata Rindge, 1964
- V. opacaria Hulst, 1881
- V. perdita Guedet, 1939